# Formosotoxotus uenoi
Formosotoxotus uenoi là một loài bọ cánh cứng trong họ Cerambycidae.